# Judo-Afrikameisterschaften 2022
Die Judo-Afrikameisterschaften 2022 fanden vom 26. bis 28. Mai 2022 in Oran, Algerien statt. 173 Athleten aus 26 Nationen nahmen daran teil.

## Ergebnisse
(Quelle: judoinside.com)

### Männer
| Gewichtsklasse                 | Gold                     | Silber                    | Bronze                                       |
| ------------------------------ | ------------------------ | ------------------------- | -------------------------------------------- |
| Superleichtgewicht (bis 60 kg) | Youssry Samy             | Fraj Dhouibi              | Younes Saddiki Billel Yagoubi                |
| Halbleichtgewicht (bis 66 kg)  | Edmilson Pedro           | Abderrahmane Boushita     | Imad Bassou Steven Mungandu                  |
| Leichtgewicht (bis 73 kg)      | Messaoud Redouane Dris   | Houd Zourdani             | Hassan Doukkali Alaeddine Ben Chalbi         |
| Halbmittelgewicht (bis 81 kg)  | Achraf Moutii            | Wajdi Hajji               | Abdelrahman Abdelghany Aghiles Imad Benazoug |
| Mittelgewicht (bis 90 kg)      | Abderrahmane Benamadi    | Thomas-Laszlo Breytenbach | Rémi Feuillet Ali Hazem                      |
| Halbschwergewicht (bis 100 kg) | Koussay Ben Ghares       | Mustapha Yasser Bouamar   | Koffi Kreme Kobena Seidou Nji Mouluh         |
| Schwergewicht (über 100 kg)    | Mohamed Sofiane Belrekaa | Wahib Hdiouech            | Mohamed Aborakia Mbagnick Ndiaye             |

### Frauen
| Gewichtsklasse                 | Gold             | Silber                  | Bronze                                     |
| ------------------------------ | ---------------- | ----------------------- | ------------------------------------------ |
| Superleichtgewicht (bis 48 kg) | Priscilla Morand | Oumaima Bedioui         | Geronay Whitebooi Imane Rezzoug            |
| Halbleichtgewicht (bis 52 kg)  | Faiza Aissahine  | Djamila Silva           | Charne Griesel Soumiya Iraoui              |
| Leichtgewicht (bis 57 kg)      | Yamina Halata    | Christianne Legentil    | Zouleiha Abzetta Dabonne Jasmine Martin    |
| Halbmittelgewicht (bis 63 kg)  | Amina Belkadi    | Sarah Harachi           | Audrey Jeannette Etoua Biock Meriem Bjaoui |
| Mittelgewicht (bis 70 kg)      | Nihel Landolsi   | Souad Bellakehal        | Zita Ornella Biami Maria Niangi            |
| Halbschwergewicht (bis 78 kg)  | Kaouthar Ouallal | Ayuk Otay Arrey Sophina | Georgika Wesly Djengue Moune Hafsa Yatim   |
| Schwergewicht (über 78 kg)     | Sarra Mzougui    | Monica Sagna            | Meroua Mammeri Sonia Asselah               |

## Medaillenspiegel
| Platz | Nation         | Gold | Silber | Bronze | Gesamt |
| ----- | -------------- | ---- | ------ | ------ | ------ |
| 1.    | Algerien       | 7    | 3      | 5      | 15     |
| 2.    | Angola         | 3    | 4      | 2      | 9      |
| 3.    | Elfenbeinküste | 1    | 2      | 5      | 8      |
| 4.    | Kamerun        | 1    | 1      | 1      | 3      |
| 5.    | Kap Verde      | 1    | 0      | 3      | 4      |
| 6.    | Ägypten        | 1    | 0      | 1      | 2      |
| 7.    | Marokko        | 0    | 1      | 4      | 5      |
| 8.    | Mauritius      | 0    | 1      | 3      | 4      |
| 9.    | Südafrika      | 0    | 1      | 1      | 2      |
| 10.   | Senegal        | 0    | 1      | 0      | 1      |
| 11.   | Tunesien       | 0    | 0      | 2      | 2      |
| 12.   | Sambia         | 0    | 0      | 1      | 1      |